# Attersee am Attersee
Attersee am Attersee är en ort och kommun i Österrike. Den ligger på västra sidan av sjön Attersee i distriktet Vöcklabruck i förbundslandet Oberösterreich, 210 kilometer väster om huvudstaden Wien. 
Kommunen består av nio orter (Ortschaften) (inom parentes invånarantal 1 januari 2024):

- Abtsdorf (367)
- Altenberg (72)
- Attersee (381)
- Aufham (88)
- Breitenröth (69)
- Mühlbach (150)
- Neuhofen (190)
- Oberbach (62)
- Palmsdorf (267)